# État d'urgence sanitaire en droit français
Ne doit pas être confondu avec État d'urgence en France.
Pour un article plus général, voir État d'urgence sanitaire.
En droit français, l’état d'urgence sanitaire est un régime juridique créé en 2020, au début de la pandémie de Covid-19, et abrogé en 2022. Il donne, lorsqu’il est déclaré, des pouvoirs exceptionnels au Gouvernement, comme la possibilité d’interdire des déplacements et des réunions, d’ordonner la fermeture provisoire et réglementer l’ouverture d’établissements recevant du public.
L’état d'urgence sanitaire est déclaré par décret en conseil des ministres « en cas de catastrophe sanitaire mettant en péril, par sa nature et sa gravité, la santé de la population ». Le Parlement autorise les prorogations.
L’état d’urgence sanitaire est appliqué nationalement à deux reprises : entre le 24 mars 2020 et le 10 juillet 2020, et entre le 17 octobre 2020 et le 1er juin 2021. Des régimes « de sortie » sont appliqués entre ces deux périodes et entre le 2 juin 2021 et le 31 juillet 2022. Dans certaines collectivités d’outre-mer, l’état d’urgence sanitaire est de plus appliqué à l’été 2021 et à l’hiver 2021-22.

## Régime juridique
La première loi sur l’urgence sanitaire date du 3 mars 1822, durant l’épidémie de fièvre jaune. Après menaces épidémiques du syndrome respiratoire aigu sévère (SRAS) et la grippe aviaire en 2003, ainsi que la canicule de l’été 2003, la loi du 9 août 2004 relative à la politique de santé publique crée un chapitre sur la « mesure sanitaire grave » dans le code de la santé publique. Ce chapitre deviendra les articles L. 3131-1 et suivants.
Les dispositions relatives à l’état d’urgence sanitaire sont créés par la loi 23 mars 2020. Ils sont codifiées aux articles L. 3131-12 à L. 3131-20 du code de la santé publique.
Un amendement de la commission des lois du Sénat, a rendu le régime juridique temporaire pour que le Parlement puisse « dresser un bilan de l’application du dispositif et, si son utilité est établie, de le pérenniser, le cas échéant, modifié au regard des premiers mois d’expérience. ». La date où ces dispositions législatives n’auraient plus été applicables était initialement fixée au 1er avril 2021. La fin du régime est repoussée au 31 décembre 2021 par la loi du 15 février 2021, puis au 31 juillet 2022 par la loi du 10 novembre 2021. Un amendement de la commission des lois du Sénat abroge formellement le régime juridique,.
La loi de prorogation du 11 mai 2020 précise que la responsabilité pénale des élus doit désormais être évaluée « en tenant compte des compétences, du pouvoir et des moyens dont disposait l’auteur des faits dans la situation de crise ayant justifié l’état d’urgence sanitaire, ainsi que de la nature de ses missions ou de ses fonctions, notamment en tant qu’autorité locale ou employeur ». Il ne s'agit pas d'une amnistie, mais plutôt d'un rappel de la législation existante. Cette loi introduit aussi le pouvoir de réglementer les conditions de déplacements, ce qui permet d’instaurer par décret la limite des 100 km,.
Un projet de loi de pérennisation de l’état d’urgence sanitaire est présenté le 21 décembre 2020. Il réécrit les articles concernés du code de la santé publique, et introduit un état de crise sanitaire. Les deux régimes pourront rester autonomes, ou bien la crise sanitaire s’inscrira avant ou après l’urgence sanitaire. Dès le lendemain, face à une polémique sur la possibilité de «subordonner les déplacements des personnes […] à la présentation des résultats d’un test de dépistage» négatif, «au suivi d’un traitement préventif, y compris à l’administration d’un vaccin, ou d’un traitement curatif», le Gouvernement reporte la discussion sur ce texte.
Le Conseil constitutionnel a plusieurs fois été amené à se prononcer sur la conformité à la Constitution des diverses lois traitant de la crise sanitaire.
Il a ainsi examiné certaines dispositions dans sa décision sur la loi du 11 mai 2020, et dans la question prioritaire de constitutionnalité du 26 juin 2020 portant sur la répression de la violation réitérée du confinement. 
Il a admis la conformité à la Constitution des dispositions de la loi n° 2021-1040 du 5 août 2021  relative à la gestion de la crise sanitaire et concernant le « passe sanitaire », mais censuré les dispositions de cette la loi organisant la rupture anticipée de certains contrats de travail et le placement « automatique » à l'isolement.
Il a rejeté le recours contre la loi n° 2021-1465 du 10 novembre 2021 portant diverses dispositions de vigilance sanitaire prorogeant jusqu'au 31 juillet 2022 l'état d'urgence sanitaire considérant que la loi "se borne à reporter au 31 juillet 2022 le terme des dispositions organisant le cadre juridique de l'état d'urgence sanitaire" et qu'en conséquence cette loi "n'a ainsi ni pour objet ni pour effet de déclarer l'état d'urgence sanitaire ou d'en proroger l'application".
Le Conseil constitutionnel a aussi rejeté le recours contre la loi n° 2022-46 du 22 janvier 2022 renforçant les outils de gestion de la crise sanitaire et instaurant le "passeport vaccinal" tout en "imposant qu'il y soit mis fin dès lors qu'elle ne sera plus nécessaire" mais censure les dispositions de cette loi subordonnant à la présentation d'un « passe sanitaire » l'accès à une réunion politique.
Le Conseil d’État a par ailleurs refusé le 22 juillet 2020 la transmission d’une QPC au Conseil constitutionnel portant sur la possibilité d’instaurer des mesures de confinement et contestant l’absence du juge judiciaire dans le dispositif ainsi que l’insuffisance de moyens de recours effectif, pour défaut de caractère sérieux.
Selon le Conseil d'Etat, depuis Mars 2020 et jusqu'en avril 2021, 647 recours ont été déposés dont 51 ont conduit à une mesure de suspension du gouvernement, et plus de 200 ont permis des avancées lors des audiences.
Dans un document publié en septembre 2021, l'association VoxPublic analyse de façon détaillée les effets de cette législation et estime que "d’autres outils juridiques et d’autres bases légales étaient à la disposition du gouvernement pour gérer cette crise"  et que le choix de recours au régime de l'état d'urgence sanitaire étaient possibles et que l'instauration de ce régime "tient largement à la volonté politique de l'exécutif".

### Conditions d'applications
L'état d'urgence sanitaire peut être déclaré pour une durée maximale d'un mois par décret en conseil des ministres, sur le rapport du ministre de la Santé. Le décret détermine le territoire sur lequel il s'applique. Sa prorogation doit être autorisée par la loi qui fixe sa durée,,.
Il peut être mis fin à l'état d'urgence sanitaire par décret en conseil des ministres avant l'expiration du délai fixé par la loi le prorogeant.

### Effets de l'état d'urgence sanitaire
Dans les circonscriptions territoriales où l'état d'urgence sanitaire est déclaré, le Premier ministre peut, par décret, aux seules fins de garantir la santé publique :
- réglementer ou interdire la circulation des personnes et des véhicules et réglementer l'accès aux moyens de transport et les conditions de leur usage ;
- interdire aux personnes de sortir de leur domicile, sous réserve des déplacements strictement indispensables aux besoins familiaux ou de santé ;
- ordonner des mesures ayant pour objet la mise en quarantaine des personnes susceptibles d'être affectées ;
- ordonner des mesures de placement et de maintien en isolement, à leur domicile ou tout autre lieu d'hébergement adapté, des personnes affectées ;
- ordonner la fermeture provisoire et réglementer l'ouverture, y compris les conditions d'accès et de présence, d'une ou plusieurs catégories d'établissements recevant du public ainsi que des lieux de réunion, en garantissant l'accès des personnes aux biens et services de première nécessité ;
- limiter ou interdire les rassemblements sur la voie publique ainsi que les réunions de toute nature ;
- ordonner la réquisition de toute personne et de tous biens et services nécessaires à la lutte contre la catastrophe sanitaire ;
- prendre des mesures temporaires de contrôle des prix de certains produits rendues nécessaires pour prévenir ou corriger les tensions constatées sur le marché de certains produits ;
- prendre toute mesure permettant la mise à la disposition des patients de médicaments appropriés pour l'éradication de la catastrophe sanitaire ;
- prendre toute autre mesure réglementaire limitant la liberté d'entreprendre[28].

Des garde-fous sont prévus, comme l’information parlementaire et la possibilité de saisir le juge administratif,, ou, pour les mesures individuelles, le juge des libertés et de la détention.

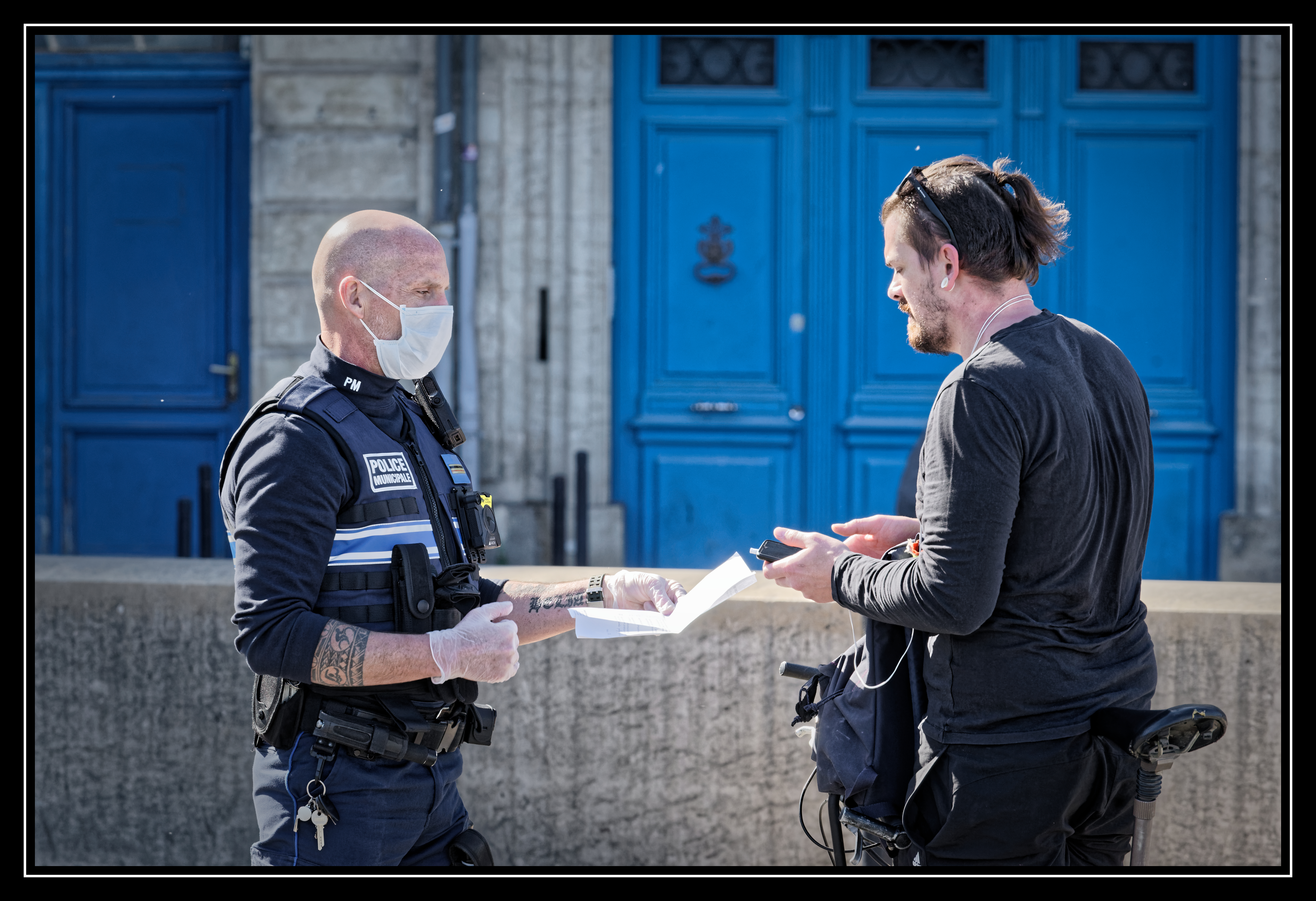
Les contraventions peuvent être dressées par des agents de police judiciaire, la police municipale et la sécurité des transports en commun lorsqu'elles ne nécessitent pas de leur part d'actes d'enquête.

La violation de ces interdictions ou obligations est punie de l'amende prévue pour les contraventions de la quatrième classe. Cette contravention peut faire l'objet de la procédure de l'amende forfaitaire. Si cette violation est constatée à nouveau dans un délai de quinze jours, l'amende est celle prévue pour les contraventions de la cinquième classe. Si cette violation est verbalisée à plus de trois reprises dans un délai de trente jours, les faits sont punis de six mois d'emprisonnement et de 3 750 € d'amende ainsi que de la peine complémentaire de travail d'intérêt général, et de la peine complémentaire de suspension, pour une durée de trois ans au plus, du permis de conduire lorsque l'infraction a été commise à l'aide d'un véhicule.
L'état d'urgence sanitaire entraîne également la réunion d'un comité de scientifiques, dont le président doit être nommé par décret du président de la République. Le comité doit rendre des avis publics sur les mesures prises dans le cadre de l'état d'urgence sanitaire ; il est dissous lorsque cet état d'exception prend fin.

### Sortie de l'état d'urgence sanitaire
La loi du 9 juillet 2020 crée la « sortie de l'état d'urgence sanitaire ». Les pouvoirs du Gouvernement sont plus cadrés, par exemple, il peut « interdire la circulation des personnes et des véhicules », uniquement « dans certaines parties du territoire dans lesquelles est constatée une circulation active du virus ». De même l’interdiction aux personnes de sortir de leur domicile n’est plus possible. La plupart des autres mesures de l’état d’urgence sanitaire sont reconduites.
La loi du 31 mai 2021 crée, de la même façon, la « gestion de la sortie de crise sanitaire ». Par rapport à la loi de 2020, ce texte prévoit de plus la possibilité de maintenir un couvre-feu jusqu’au 30 juin et créé le passe sanitaire. La loi du 5 août 2021 relative à la gestion de la crise sanitaire ajoute à ce régime que l’obligation du passe sanitaire soit élargie aux restaurants, cafés, centres commerciaux, établissements médicaux et transports de longue distance. La loi du 22 janvier 2022 renforçant les outils de gestion de la crise sanitaire et modifiant le code de la santé publique transforme le passe sanitaire en passe vaccinal, qui est suspendu le 14 mars 2022.

### Maintien de mesures de veille et de sécurité sanitaire
La loi du 30 juillet 2022 maintient un « dispositif de veille et de sécurité sanitaire en matière de lutte contre la covid-19 ». La plupart des dispositions de l’état d’urgence sanitaire ne sont plus applicables. Selon ce texte, jusqu’au 31 janvier 2023 le Gouvernement conserve, en cas d'apparition et de circulation d'un nouveau variant de la covid-19 susceptible de constituer une menace sanitaire grave, la possibilité d’obliger, aux frontières ou en entrant ou sortant d’une collectivité d’outre-mer, la présentation le résultat d’un examen de dépistage virologique ne concluant pas à une contamination par la covid‑19,.

### Comparaison avec le régime de l'état d'urgence (loi de 1955)
Le mode de déclaration et de prorogation (d’abord un décret puis une loi) est le même dans les deux régimes,
Selon Paul Cassia, le régime de l’état d’urgence tel que prévu par la loi de 1955 n’a été prononcé que dans des de désordres graves (guerre d’Algérie, événements en Nouvelle-Calédonie, crise des banlieues, attentats…). La tonalité de ce texte est toutefois plus répressive que préventive. En visant les cas de calamité publique, la loi de 1955 aurait pu constituer le socle des mesures, très proches, édictées par le nouveau régime d'état d'urgence sanitaire. En effet, "l’institution d’un nouveau régime d’exception n’allait pas de soi au regard des outils dont le Gouvernement disposait déjà pour gérer la crise sanitaire". Les raisons avancées lors des débats parlementaires qui ont justifié de la création de ce régime comme la nécessité de concentrer les pouvoirs sur le Premier ministre et non sur le ministre de la santé ou la nécessité de prévoir une « gradation » des pouvoirs de police en fonction de l’« ampleur » de la crise font aujourd'hui débat, même si le vice-président du Conseil d'État estime que la loi du 23 mars 2020 " ne fait pas qu’accroître les pouvoirs de police administrative: elle encadre aussi de manière assez stricte l’action du gouvernement".
Selon le vice-président du Conseil d’État : « l’état d’urgence sécuritaire a toujours été dirigé contre un nombre très réduit de personnes suspectées de représenter une menace pour l’ordre public. Avec l’état d’urgence sanitaire, ce sont tous les Français qui ont été concernés par les restrictions de liberté ; la liberté de tous a été limitée pour protéger la santé de tous ».

### Critiques
La Commission nationale consultative des droits de l'homme (CNCDH), dans un avis du 20 avril 2020, indique qu'« en s'abstenant de définir la "catastrophe sanitaire", la loi reste imprécise et ne permet pas de distinguer l'urgence sanitaire de l'urgence exigée pour la mise en œuvre de la loi du 3 avril 1956 ou des "menaces sanitaires" relevant du régime de police administrative spéciale défini par le code de la santé publique (article. L.3131-1) ». En conséquence, « la CNCDH ne peut que s'inquiéter de l'imprécision de la définition de l'état d'urgence sanitaire par la loi du 23 mars 2020, qui ouvre le risque d'y recourir dans n'importe quelle circonstance, et ce, d'autant que le Parlement n'est appelé à intervenir pour le proroger qu'un mois après sa déclaration en conseil des ministres ». Plus généralement, la CNCDH considère que le régime de l'état d'urgence sanitaire met en cause l'équilibre des pouvoirs et affaiblit les mécanismes de contrôle.
De son côté, le Défenseur des droits rappelle dans une lettre au président de l'Assemblée nationale et à la commission des lois que si la crise sanitaire que nous traversons pourrait justifier des mesures exceptionnelles, le respect des libertés doit demeurer la règle et les restrictions, l'exception, en toutes circonstances et s'inquiète d'une « atteinte disproportionnée aux droits et libertés ».
Selon Guillaume Le Blanc, la problématique des libertés est laissée de côté alors qu'on est dans un moment de biopolitique.

## Applications

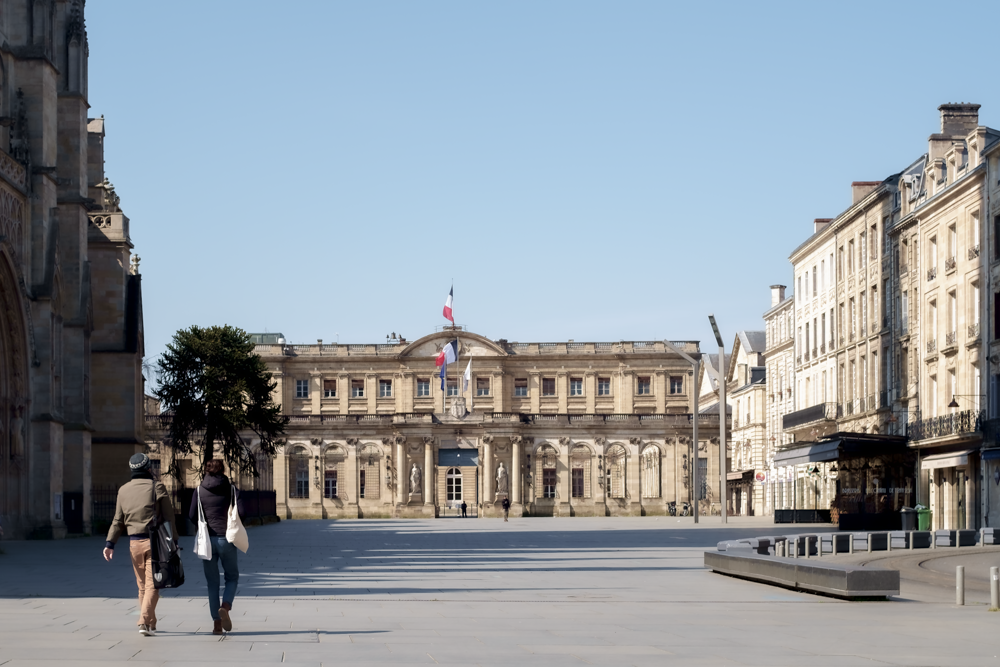
Bordeaux le 27 mars 2020 à la mi-journée.

Lors de la pandémie de Covid-19, l’état d’urgence sanitaire est déclaré à partir du 24 mars 2020, par la loi d’« urgence pour faire face à l’épidémie de Covid-19 », pour une durée de deux mois, puis prorogé jusqu’au 10 juillet 2020 inclus, par la loi du 11 mai 2020.
La loi du 9 juillet 2020 met en place le régime transitoire de sortie de l’état d’urgence sanitaire à partir du 11 juillet, autorisant le gouvernement à prendre des mesures exceptionnelles jusqu'au 30 octobre inclus.
L’état d’urgence sanitaire est déclaré une seconde fois à compter du 17 octobre 2020,, puis prorogé :
- jusqu’au 16 février 2021 par la loi du 14 novembre 2020[52],
- jusqu’au 1er juin 2021 par la loi du 15 février 2021[6].

Un régime transitoire de sortie de l’état d’urgence sanitaire est à nouveau en application par la loi du 31 mai 2021 et pour une fin prévu le 30 septembre, le régime est prorogé :
- jusqu’au 15 novembre 2021 par la loi du 5 août 2021[37],
- jusqu’au 31 juillet 2022 par la loi du 10 novembre 2021[7].

| Guyane                                  | Mayotte                               | La Réunion                          | Martinique                          | Guadeloupe, Saint-Barthélemy et Saint-Martin | Polynésie française                 | Nouvelle-Calédonie                  |
| --------------------------------------- | ------------------------------------- | ----------------------------------- | ----------------------------------- | -------------------------------------------- | ----------------------------------- | ----------------------------------- |
| du 24 mars 2020 au 16 septembre 2020,   | du 24 mars 2020 au 16 septembre 2020, | du 24 mars 2020 au 10 juillet 2020  | du 24 mars 2020 au 10 juillet 2020  | du 24 mars 2020 au 10 juillet 2020           | du 24 mars 2020 au 10 juillet 2020  | du 24 mars 2020 au 10 juillet 2020  |
| du 17 octobre 2020 au 31 décembre 2021, | du 17 octobre 2020 au 1er juin 2021   | du 17 octobre 2020 au 1er juin 2021 | du 17 octobre 2020 au 1er juin 2021 | du 17 octobre 2020 au 1er juin 2021          | du 17 octobre 2020 au 1er juin 2021 | du 17 octobre 2020 au 1er juin 2021 |
| du 17 octobre 2020 au 31 décembre 2021, |                                       | du 14 juillet au 15 octobre         | du 14 juillet au 15 octobre         | du 29 juillet au 15 novembre 2021            | du 12 août au 15 novembre 2021      | du 9 septembre au 15 novembre 2021  |
| du 6 janvier 2022 au 3 mars 2022,       | du 6 janvier 2022 au 3 mars 2022,     | du 28 décembre 2021 au 31 mars 2022 | du 1er janvier 2022 au 31 mars 2022 | du 6 janvier 2022 au 31 mars 2022            |                                     | du 3 février 2022 au 31 mars 2022   |

Dans l’état d’urgence sanitaire, des décrets disposent, par exemple, des confinements,,, de la fermeture des établissements scolaires et des couvre-feu .
Lors de la pandémie de Covid-19, d’autres mesures d’exception sont prises sans faire partie de l’état d’urgence sanitaire :
- les mesures de confinement prises avant la loi du 23 mars 2020, sur le fondement de l’article L. 3131-1 du code de la santé publique. La commission des lois du Sénat, s’est interrogé sur cette disposition , « qui n’encadre pas, à l’exception d’une exigence générale de proportionnalité, les conditions de mise en œuvre de mesures d’urgence par le ministre de la santé » ; le décret du 16 mars 2020 n’est alors plus fondé que sur la théorie jurisprudentielle des circonstances exceptionnelles[68].
- d’autres mesures dérogatoires prises durant la pandémie : aides aux entreprises, droit du travail, organisation de la justice, trêve hivernale[69],[70]…
- l’obligation vaccinale pour les professionnels du secteur de la santé et du médico-social (selon la loi du 5 août 2021 relative à la gestion de la crise sanitaire)[37].

À ce titre, le Conseil d’État s’est interrogé sur l’affaiblissement du rôle du Parlement, car durant l’état d’urgence sanitaire, le gouvernement a eu recours aux ordonnances (54 durant les trois premiers mois); ce qui accentue fortement le déséquilibre institutionnel au profit du pouvoir exécutif.
Entre 2015 et 2020, la France a vécu plus de la moitié du temps sous un état d’exception.
États d’exception en France depuis 1955
- état d’urgence + pouvoirs exceptionnels
- état d’urgence
- état d’urgence limité à une partie du territoire
- état d’urgence sanitaire
- sortie de l’état d’urgence sanitaire